# Портобуфоле
Портобуфоле (итал. Portobuffolé) је насеље у Италији у округу Тревизо, региону Венето.
Према процени из 2011. у насељу је живело 629 становника. Насеље се налази на надморској висини од 10 м.

## Становништво
Према резултатима пописа становништва 2011. у општини је живело 790 становника.
| 1931. | 1936. | 1951. | 1961. | 1971. | 1981. | 1991. | 2001. | 2011. |
| ----- | ----- | ----- | ----- | ----- | ----- | ----- | ----- | ----- |
| 838   | 798   | 892   | 777   | 708   | 698   | 699   | 739   | 790   |